# Axel Gustaf Gyllenkrok
Axel Gustaf "Gösta" Gyllenkrok, född 14 juli 1783 på Björnstorps sätesgård, Gödelövs socken, Malmöhus län, död 18 maj 1865 i Lund, var en svensk friherre, filantrop och mecenat.

## Biografi
Gösta Gyllenkrook var son till majoren friherre Axel Thure Gyllenkrook och Charlotta Cederström. Han fick redan vid fem års ålder fullmakt som löjtnant vid Bohusläns dragonregemente, blev 1795 kadett vid Karlberg, 1800 löjtnant vid Norra skånska kavalleriregementet och 1802 ryttmästare i armén. 1805 övertog han det Gyllenkrokska fideikommisset, blev samma år kammarherre, tog 1807 avsked ur krigstjänsten samt blev 1818 hovmarskalk och 1837 överstekammarjunkare. År 1810 började han sin verksamhet som mecenat och filantrop. En av hans första åtgärder var att enskifta det stora stamgodset Svenstorp med dess 40 hela hemman. Själv bosatte han sig på Björnstorps slott, där han anlade storartade zoologiska samlingar, främst av snäckor och fåglar, vilka såväl genom sitt omfång som genom exemplarens dyrbarhet var av mycket stort värde. Även förskaffade han sig ett stort antal levande djur av sällsynta arter. Med råd och dåd understödde han börjande naturforskare. Bengt Fries  och Johan Wilhelm Zetterstedts resor till olika delar av Sverige skedde på Gyllenkroks bekostnad, likaså Carl J. Sundevalls till Bengalen.
I samband med Zoologiska museets flyttning till större lokaler 1845 erbjöd Gyllenkrok, som hade samlat fåglar sedan 1820, Lunds universitet att köpa hela samlingen och dessutom ett antal böcker till ett mycket lågt pris, 1 330 riksdaler banco, i praktiken en donation. Samlingen bestod enligt Sven Nilssons redogörelse av mer än 900 utländska och 460 svenska fåglar, varav nästan inga var dubbletter. Den innehöll 133 papegojor och 108 kolibrier (grupper som Gyllenkrok specialiserat sig på), paradisfåglar, kvesaler, kondorer, påfågelfasaner m.m. Även nu utrotade arter som vandringsduva och carolinaparakit fanns med. Vidare fanns praktfulla koraller och snäckor samt åtskilliga sköldpaddor och ett näbbdjur. Samlingen inköptes av universitetet och bildade en betydande del av utställningarna. Köpesumman skänktes till en stipendiefond för en student, som skulle vårda samlingarna. 
År 1828 valdes Gyllenkrok till ordförande i direktionen för Malmöhus läns lasarett och inlade som sådan stora förtjänster om förbättringen av Lunds lasarett, till vilket han överlämnade betydliga gåvor och vars patienter han kraftigt hjälpte. Under en för sjuklighet företagen utländsk resa besökte han även den av Johann Hinrich Wichern grundade anstalten Rauhes Haus vid Hamburg och beslöt då att även i Sverige inrätta ett dylikt institut. Resultatet blev Räddningsinstitutet för gossar på Råby, nära Lund, som startades av Gyllenkrok och hans fru Magdalena Beata Gyllenkrok 1840. Av honom donerades till hemmet med stora fonder och till sist i testamente erhöll det av honom allt, varöver han ägde rätt att förfoga. Sina zoologiska samlingar skänkte han till Lunds universitet 1845, och kort därefter instiftade han där ett par stipendier. Efter sin hustrus död inrättade han (1863) till hennes minne ett för flickor avsett annex till Råby institut, Malin Gyllenkroks vårdanstalt för fattiga flickor, och ägnade slutet av sitt liv nästan helt åt dessa anstalter. Han blev ledamot av Vetenskapsakademien 1830. I Lund har Gyllenkroks allé uppkallats efter honom.
Gösta Gyllenkrook var gift med Magdalena (Malin) Beata Fock. De är begravda på Igelösa kyrkogård.